# 6271 Farmer
6271 Farmer este o planetă minoră (asteroid), cu un diametru de 5,641 km, din centura de asteroizi. A fost descoperită pe 9 iulie 1991 la Observatorul Palomar de Eleanor F. Helin. 
Obiectul prezintă o orbită caracterizată de o semiaxă mare de 1,9681911 UAi, o excentricitate de 0,05, o înclinație de 23,55793 ° în raport cu ecliptica.